# バーマン
バーマン（Birman）は、ミャンマー周辺原産と考えられているネコの一種である。

## 概要
バーマンの背中にはゴールデンミストと呼ばれる金色がかった淡いクリーム色の毛が生えており、脚、尻尾、顔、耳には深いこげ茶色や淡いグレー等を基調とする毛が生えているポイントカラーの猫である。体型は胴体が長くガッチリ型で、胴体とバランスのとれた四肢と尾、特徴的な頭部にはローマ人のような鼻と青く真ん丸な目を持っている。バーマンは他の多くの種類のネコとは異なり前足にグローブと呼ばれる純白の手、後足にレースと呼ばれる純白の足を持っている。体毛はシルキーなシングルコートで、ダブルコートのペルシャネコなどよりも短く、毛玉も出来にくい。

## 歴史
バーマンの起源はミャンマー西部であると考えられており、古代タイの文書にはバーマンと思われるネコの存在が記録されている。バーマンが初めて欧米に入ってきたのは1916年であり、1匹のオスのバーマンと1匹のメスのバーマンがフランスに輸入されたが、2匹のバーマンの入手経路については2つの有力な説がある。一つは、カンボジアのクメール族の聖職者が、メジャー・ゴードン・ラッセルとオーガスト・パヴィという2人のイギリス人に対して2匹のバーマンを贈呈したという説。もう一つは、ラオスの寺院の使用人が、その寺院で神聖なるネコとして飼育されていた2匹のネコを、ヴァンダービルトというアメリカ人に対して贈呈したという説である。フランスに運ばれた2匹のバーマンのうち、オスのバーマンは輸送中に死亡した。しかしメスのバーマンは妊娠しており、フランスで1匹のバーマンを出産した。フランスはバーマンの繁殖プログラムの基礎を構築し、1925年にフランスはバーマンをネコの種類として承認した。しかし第二次世界大戦によってバーマンは絶滅の縁に立たされ、終戦時にはわずかに2匹のバーマンだけが生き残った。その後、異系交配を繰り返すことによって絶滅の危機を逃れたバーマンは、1965年にイギリスの愛猫協会で正式にネコの種類として承認され、1966年にはアメリカの愛猫協会でも承認された。
実際には、現代の西洋で飼育されているバーマンはシャムやペルシャとの混血であり、ミャンマーで生息していた白いミトンを持つネコとは大きく異なる。

## 性格
聖職者と関連付けられて語られる事から想像できるように、温和でもの静か。人見知りしやすいものの、慣れると飼い主に迷惑をかけるような事はあまりしない知性を備えている。